# 2026
- Wikisource

| Calendário gregoriano                                                        | 2026 MMXXVI                          |
| Ab urbe condita                                                              | 2779                                 |
| Calendário arménio                                                           | 1476 – 1477                          |
| Calendário bahá'í                                                            | 182 – 183                            |
| Calendário budista                                                           | 2570                                 |
| Calendário chinês                                                            | 4722 – 4723 Início a 17 de fevereiro |
| Calendário copta                                                             | 1742 – 1743                          |
| Calendário etíope                                                            | 2018 – 2019                          |
| Calendários hindus - Vikram Samvat - Calendário nacional indiano - Cáli Iuga | 2081 – 2082 1947 – 1948 5126 – 5127  |
| Calendário Holoceno                                                          | 12026                                |
| Calendário islâmico                                                          | 1448 – 1449                          |
| Calendário judaico                                                           | 5786 – 5787                          |
| Calendário persa                                                             | 1404 – 1405 Início a 21 de março     |
| Calendário rúnico                                                            | 2276                                 |
| Calendário solar tailandês                                                   | 2569                                 |

2026 (MMXXVI, na numeração romana) será um ano comum do século XXI que começará numa quinta-feira, segundo o calendário gregoriano. A sua letra dominical será D. A terça-feira de Carnaval ocorrerá a 17 de fevereiro e o domingo de Páscoa a 5 de abril. Segundo o horóscopo chinês, será o ano do Cavalo, começando a 17 de fevereiro.

| Evento                                                   | Data            | Hora  |
| -------------------------------------------------------- | --------------- | ----- |
| Aquário                                                  | 20 de janeiro   | 01:45 |
| Peixes                                                   | 18 de fevereiro | 15:52 |
| primavera no hemisfério norte e outono no hemisfério sul |                 |       |
| Carneiro/equinócio                                       | 20 de março     | 14:46 |
| Touro                                                    | 20 de abril     | 01:39 |
| Gémeos                                                   | 21 de maio      | 00:37 |
| verão no hemisfério norte e inverno no hemisfério Sul    |                 |       |
| Caranguejo/solstício                                     | 21 de junho     | 08:25 |
| Leão                                                     | 22 de julho     | 19:13 |
| Virgem                                                   | 23 de agosto    | 02:19 |
| Outono no Hemisfério Norte e Primavera no Hemisfério Sul |                 |       |
| Balança/equinócio                                        | 23 de setembro  | 00:05 |
| Escorpião                                                | 23 de outubro   | 09:38 |
| Sagitário                                                | 22 de novembro  | 07:24 |
| inverno no hemisfério norte e verão no hemisfério sul    |                 |       |
| Capricórnio/solstício                                    | 21 de dezembro  | 20:50 |

| UTC: Portugal Continental, Madeira, Guiné-Bissau e São Tomé e Príncipe Subtrair (-): 1 h nos Açores e Cabo Verde 2 h nas Ilhas oceânicas brasileiras 3 h em Brasília, em Goiás, na Amazônia Oriental Brasileira e no nordeste, sudeste e sul brasileiros 4 h na Amazônia Ocidental Brasileira, Mato Grosso e Mato Grosso do Sul 5 h no Acre e sudoeste do Amazonas Adicionar (+): 1 h em Angola e Guiné Equatorial 2 h em Moçambique 8 h em Macau 9 h em Timor-Leste. |
| Adicionar uma hora durante a vigência do horário de verão: Portugal Continental : De 29 de março a 25 de outubro de 2026 |

| Ano completo                        |
| ----------------------------------- |
| Ano comum com início à quinta-feira |

## Eventos
- Ano do cavalo de Fogo do Horóscopo chinês
- Janeiro - Eleições presidenciais em Portugal.
- 6 de janeiro - Fechamento da Porta Santa na Basílica de São Pedro e encerramento do Jubileu de 2025.[1]
- 6 a 22 de fevereiro - Realização dos Jogos Olímpicos de Inverno de 2026 em Milão e Cortina d'Ampezzo, Itália.
- 26 de maio - Lançamento do game Grand Theft Auto VI.
- 11 de junho a 19 de julho - Realização da XXIII Copa do Mundo FIFA de 2026 de futebol nos Estados Unidos, Canadá e México.
- 12 de Agosto - Ocorrerá um eclipse solar total. Será observado na Gronelândia, Islândia, Espanha e numa pequena área do Parque Natural de Montesinho em Portugal.[2]
- 4 de outubro e 25 de outubro - Eleições gerais no Brasil.

## Na ficção

### Nos filmes
- Metropolis (1927)

### Nos videogames
- Apollo Justice: Ace Attorney (2007)
- Black Ops 2 (2012): O fim do jogo tem lugar neste ano.
- Call of Duty: Ghosts (2013):  O jogo tem lugar neste ano

## Epacta e idade da Lua
| Epacta gregoriana | 11 (XI) |
| Idade da Lua      | Letra l |

## Por tema
- 2026 no desporto